# Ofiakodonty
Ofiakodonty (Ophiacodontidae, Ophiacodontia) – grupa pelykozaurów obejmująca najwcześniejsze znane synapsydy.
Tradycyjnie monotypowy podrząd Ophiacodontia obejmował rodzinę Ophiacodontidae, ale obecnie nie jest wyróżniany, a Ophiacodontidae są uważane za klad.
Pojawiły się we wczesnym karbonie. Archaeothyris i Clepsydrops należały do najwcześniejszych przedstawicieli Ophiacodontidae. Niektóre ofiakodonty były częściowo wodne, a nieliczne w pełni wodne, ale między innymi Archaeothyris był w pełni lądowy. Przypominały kształtem jaszczurki. Miały dziwne, wydłużone czaszki i masywną obręcz piersiową, zapewne zapewniającą oparcie dla wielkiej głowy.
Ta rodzina jest najbardziej prymitywna wśród synapsydów i może obejmować przodków wszystkich pelykozaurów, a więc również terapsydów i ssaków. W środkowym permie ofiakodonty stawały się coraz rzadsze, były zastępowane przez anomodonty, diapsydy i teriodonty, a w końcu wymarły.